# 有馬小便
『有馬小便』（ありましょんべん）は、上方落語の演目。新しい商売を始めようと、有馬温泉で温泉客に2階から竹の樋を使って排尿をさせるという趣向を考案した男を描く。
原話は米沢彦八が元禄16年（1703年）に出版した『軽口御前男』第4巻所収「有馬の身すぎ」で、大半は現行と同じだが、落ち（サゲ）は温泉客（男性）に小便をさせようとしたところ「竹が細い」という注文が付いて漏斗をはめて差し出したという形である。この原話の落ちについて宇井無愁は「一種のバレ」（艶笑噺）と記している。
3代目桂春団治の口演が音源として残されている。

## あらすじ
※以下、東大落語会編『落語辞典 増補』記載の内容に準拠する。
「温泉の2階から小便をさせる」商売を考案した男がいて、節を抜いた長い竹竿を持って有馬温泉へとやってきた。地面から2階の窓に竹竿を渡し、そこから用を足してもらう趣向。温泉客からは「これは便利」と注文が相次ぐ。やがて婦人客も使いたいと言ってきたが、男は困って「しもた、漏斗を持ってくればよかった」